# Iorgos Theodotu
Iorgos Theodotu (grec: Γιώργος Θεοδότου) és un exfutbolista xipriota de la dècada de 2000.
Fou 70 cops internacional amb la selecció xipriota.
Pel que fa a clubs, fou jugador d'Anorthosis, AC Omonia, AEK Làrnaca i EPA Làrnaca.